# Konoe Michitsugu
Konoe Michitsugu (近衛 道嗣) (1333 - 1387), fils de Konoe Mototsugu, est un noble de cour japonais (kugyō) de l'époque de Muromachi (1336–1573). Il exerce la fonction de régent kampaku de 1361 à 1363. Son fils est Konoe Kanetsugu.

## Source de la traduction
- (en) Cet article est partiellement ou en totalité issu de l’article de Wikipédia en anglais intitulé « Konoe Michitsugu » (voir la liste des auteurs).